# Psyllaephagus cellulatus
Psyllaephagus cellulatus är en stekelart som beskrevs av James Waterston 1922. Psyllaephagus cellulatus ingår i släktet Psyllaephagus och familjen sköldlussteklar.
Artens utbredningsområde är:
- Ghana.
- Irak.
- Kroatien.

Inga underarter finns listade i Catalogue of Life.